# Герб Знам'янського району
Герб Зна́м'янського райо́ну — один з офіційних символів Знам'янського району Кіровоградської області. 
Автори герба — В. Кривенко, К. Шляховий.

## Історія
Герб розроблявся Кіровоградським обласним відділенням Українського геральдичного товариства.
Затверджений рішенням XXVI сесії Знам'янської районної ради XXIII скликання № 380 від 3 квітня 2001 року.

## Опис
|  | У золотому полі зелене перекинуте вістря, у якому золотий олень, що лежить. |

Щит обрамований картушем з кленового, ясенового та дубового листя. Картуш увінчаний золотим пшеничним снопом, що супроводжується з обох боків двома золотими декоративними галузками.
Намет щита виконаний у вигляді срібного рушника, гаптованого українським синьо-жовтим орнаментом. Девіз герба — «У мирі і злагоді до добробуту» — написаний золотими літерами на синій стрічці, що обрамлює золоту залізничну емблему.

## Пояснення символіки
Герб Знам'янського району представляє його природні, культурні та історичні особливості. Золоте гербове поле характеризує район як місцевість з розвинутим сільським господарством (зокрема, хліборобством) та символізує природні й культурні багатства краю.
Зелене вістря символізує Чорний ліс як природну особливість Знам'янського району. Сполучення золота та зелені вказує на географічне розташування району на межі степової та лісостепової зон.
Золотий олень символізує те, що територія краю була заселеною ще за античних часів. Його фігура взята з оздоблення золотого окуття піхов меча скіфського вождя, знайденого в 1763 році у Мельгунівському кургані біля села Копані.
Клен, ясен та дуб є основними породами дерев, що зустрічаються в місцевих лісах.
Емблема залізниці нагадує про розвинені у Знам'янському районі транспортні комунікації, зокрема залізничні.